# Bitterroot (rivière)
Pour les articles homonymes, voir Bitterroot (homonymie).
La Bitterroot est un cours d'eau de l'État du Montana aux États-Unis, qui coule du sud vers le nord sur 135 km,  puis se jette dans la rivière Clark Fork, affluent du fleuve Columbia. La Bitterroot, dont le nom vient d'une petite fleur violette (Lewisia rediviva), spécialité de la région, est le pays des Amérindiens Têtes-Plates.